# Tympanuchus stirtoni
Tympanuchus stirtoni — викопний вид куроподібних птахів родини Фазанові (Phasianidae). Птах жив у міоцені у Північній Америці. Вид описаний по елементу кінцівки (проксимальний кінець лівої цівки), що був знайдений у відкладеннях формування Батесленд у штаті Південна Дакота у США.